# گرینبک (تنسی)
گرینبک(به انگلیسی: Greenback) شهری در ایالت تنسی کشور ایالات متحده آمریکا است که جمعیت آن در سرشماری سال ۲۰۱۰ میلادی، ۱٬۰۶۴ نفر بوده‌است.